# Каменный круг Баллино
Каменный круг Баллино (англ. Ballynoe Stone Circle) — каменный круг, расположенный в небольшой деревушке Баллино в 4 км к югу от Даунпатрика, графство Даун, Северная Ирландия. Недалеко от круга есть заброшенная железнодорожная станция; его координаты согласно ирландской координационной сетке — J481404. Круг расположен менее чем в 100 метрах над уровнем моря, на полуострове Лекайл.
На восточной и западной стороне круга во время раскопок были обнаружены каменные ящики, содержащие кремированные кости. Раскопки проводились в 1937-38 гг. голландским археологом, доктором Э. ван Гиффеном, который умер, не успев опубликовать результаты. Раскопки не смогли удовлетворительно объяснить взаимосвязь между различными частями сооружения.
Судя по всему, постройка круга происходила в несколько этапов на протяжении длительного периода, в районе от позднего неолита до бронзового века. Обри Берл отметил, что ряд характерных особенностей круга (его диаметр, периферийные камни и выравнивание север — юг) сильно связаны с традицией Камбрии.